# Benzilpenicilină
Benzilpenicilina, cunoscută și sub denumirea de penicilină G, este un antibiotic din clasa penicilinelor utilizat în tratamentul unor infecții bacteriene. Printre acestea se numără: pneumonia, faringita streptococică, sifilisul, difteria, gangrena gazoasă, leptospiroza, infecțiile cutanate și ale țesuturilor moi, infecțiile plăgilor și tetanosul. Căile de administrare sunt intravenos sau intramuscular. Sunt disponibile și forme de penicilină G retard: benzatin benzilpenicilina și procain benzilpenicilina.
Se află pe lista medicamentelor esențiale ale Organizației Mondiale a Sănătății.